# Журавлёв, Василий Андреевич
Василий (Вильгельм) Андреевич Журавлёв (13 [26] февраля 1914, Тулиновка или Тамбовский уезд, Тамбовская губерния — 1996, Москва) — русский советский поэт, переводчик. Член СП СССР.

## Биография
Родился в 1914 году в селе Тулиновка, Тамбовской губернии, в семье служащего. После революции 1917 года отец возглавил Арбеньевский волостной комитет РКП(б). Во время Антоновского мятежа семья была вынуждена бежать из родных мест.
Печататься начал с 1934 года.
В 1940 году Василий окончил Литературный институт им. М. Горького, рекомендацию в Институт он получил от самого Алексея Максимовича. В начале Великой Отечественной войны уходит добровольцем в действующую армию, служил в газете «Сталинский боец» 5 тк, пройдя путь от Москвы до Берлина и Праги.
Первые стихотворения были опубликованы в газете «Правда».
В 1951 году вышел его поэтический сборник «Первая беседа», а затем, в 1954 году, сборник «Вторая встреча», в 1955 — «Столяр отделывает дом», в 1956 — «Полк, под знамя!» И в 1957 — «Беспокойство».
Поэтическую деятельность совмещал с педагогической, работая старшим преподавателем Литературного института им. М. Горького. Также являлся членом редколлегии журнала «Москва».
Как переводчику принадлежат переводы на русский язык книги стихотворений индийских поэтов «Индия говорит», сборника стихов бурят-монгольского поэта С. Ангабаева «Табунная степь», а также ряда произведений якутских, татарских поэтов.
Также внёс вклад и в работу по переводу на русский язык киргизской поэзии. Он являлся автором переводов ряда поэтических произведений Дж. Боконбаева, А. Токтомушева, а также редактором киргизских народных эпосов: «Олджобай и Кишимджан», «Джаныл».
Получил широкую известность инцидент с его публикацией в 1965 году стихов Анны Ахматовой под видом своих. Позже Журавлёв объяснил это тем, что принял переписанные на листок стихи Ахматовой за свои собственные. Однако выдвигались и другие версии (стихи Журавлёву преднамерено подсунули недоброжелатели). Владимир Высоцкий в 1969 году написал песню «Посещение Музы, или Песенка плагиатора», которую на выступлениях предварял рассказом о случае с Журавлёвым.
Пародию на Журавлёва, выражавшего тревогу в связи с забвением наследия выдающегося земляка Мичурина (и не только), написал Александр Иванов
Для того ль
Мичурин,
Сын России,
скрещивал плоды в родном краю
чтобы
из Марокко апельсины
оскорбляли
внутренность мою?!

### переводы
- Т. Абдрахманова. Песня : Лирика / Авториз. пер. с каз. В. Журавлёва. — Алма-Ата: «Жазушы», 1968. — 75 с.

## Награды
- Орден Красной Звезды
- Орден Отечественной войны [16]
- За переводческую деятельность В. Журавлёв награждён несколькими Почётными грамотами Президиумов Верховных Советов Союзных республик.